# Distrito municipal de Fabijoniškės
Distrito municipal de Fabijoniškės es un distrito municipal perteneciente a la ciudad de Vilna y organizado administrativamente en tres barrios (Bajorai, Fabijoniškės, Pavilionys). El distrito está delimitado por el límite de la ciudad desde norte y limita con los distritos municipales de Pašilaičiai, Verkiai y Šeškinė, en 2018 se rodaron escenas de la miniserie de HBO Chernobyl, el distrito fue utilizado para representar la ciudad de Prípiat

## Barrios
El distrito está formado por los siguientes 3 barriosː
- Bajorai
- Fabijoniškės
- Pavilionys

## Galería

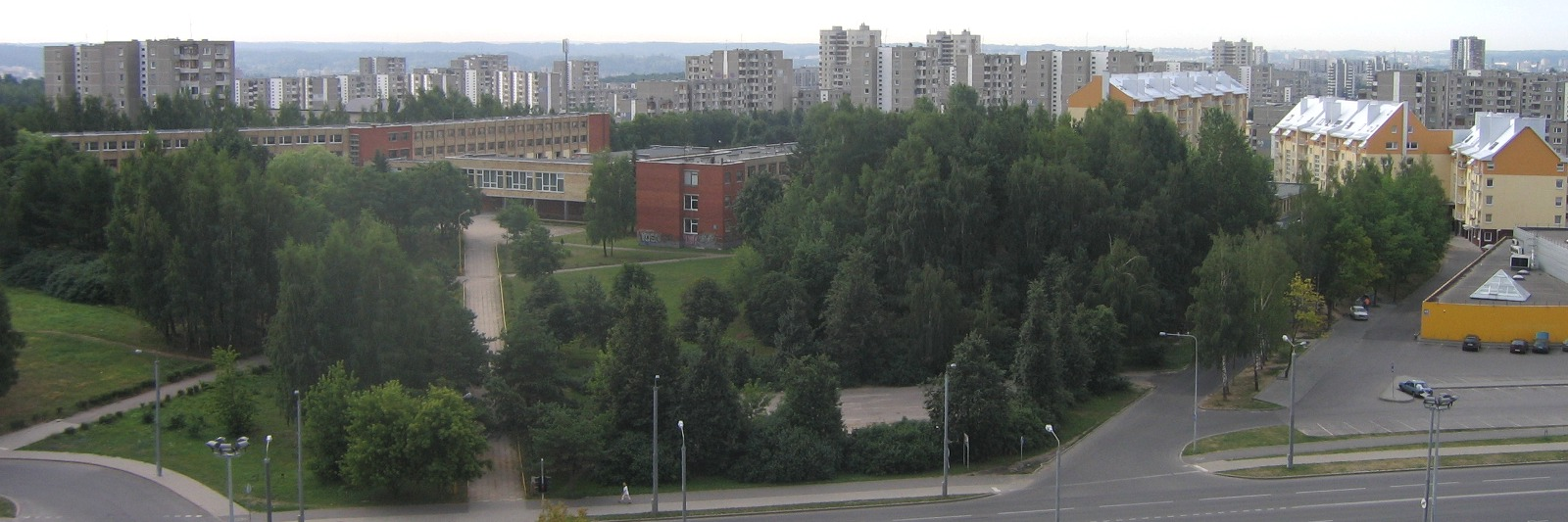
Panorama de Fabijoniškės
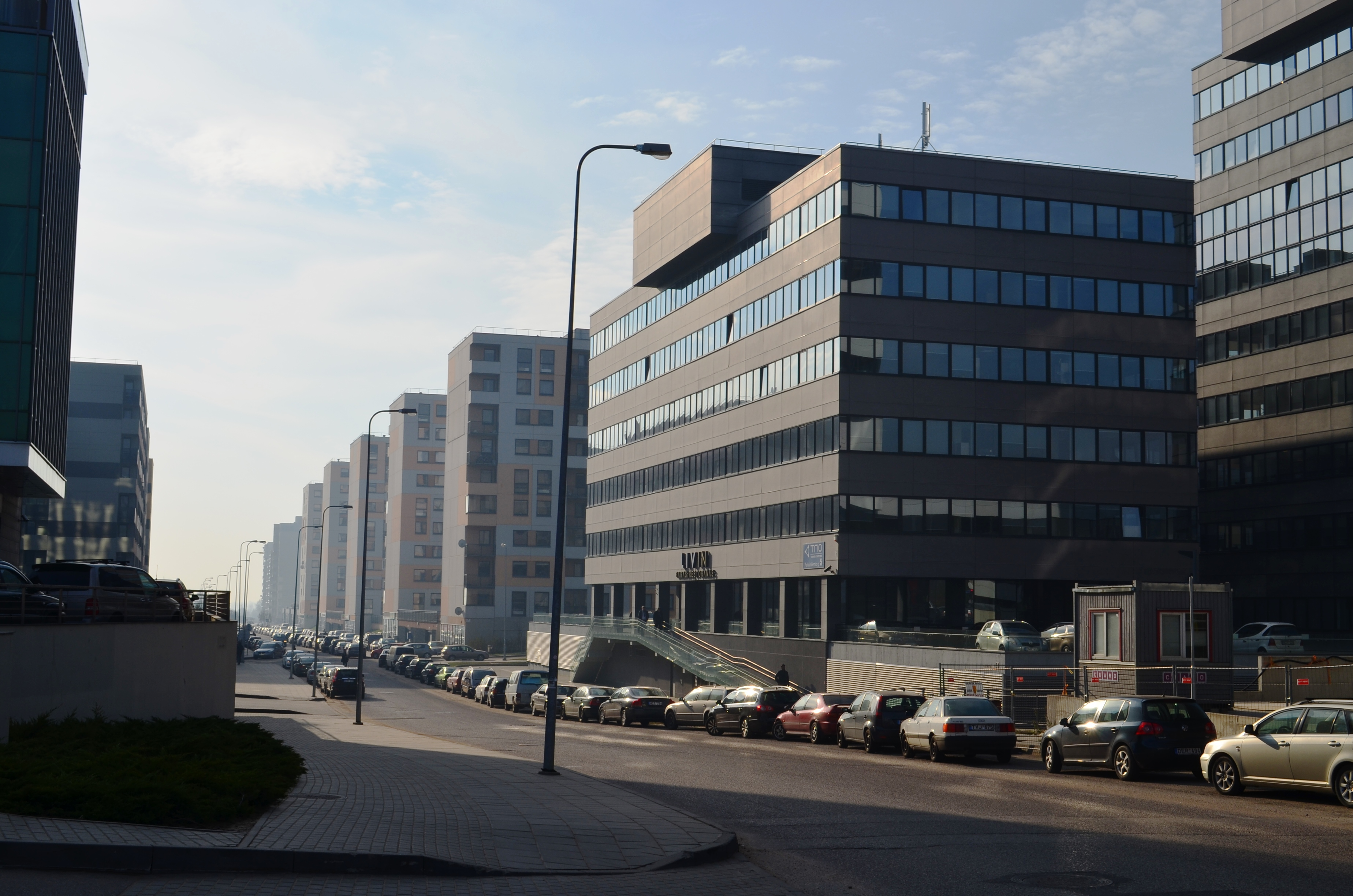
Calle de Perkūnkiemis
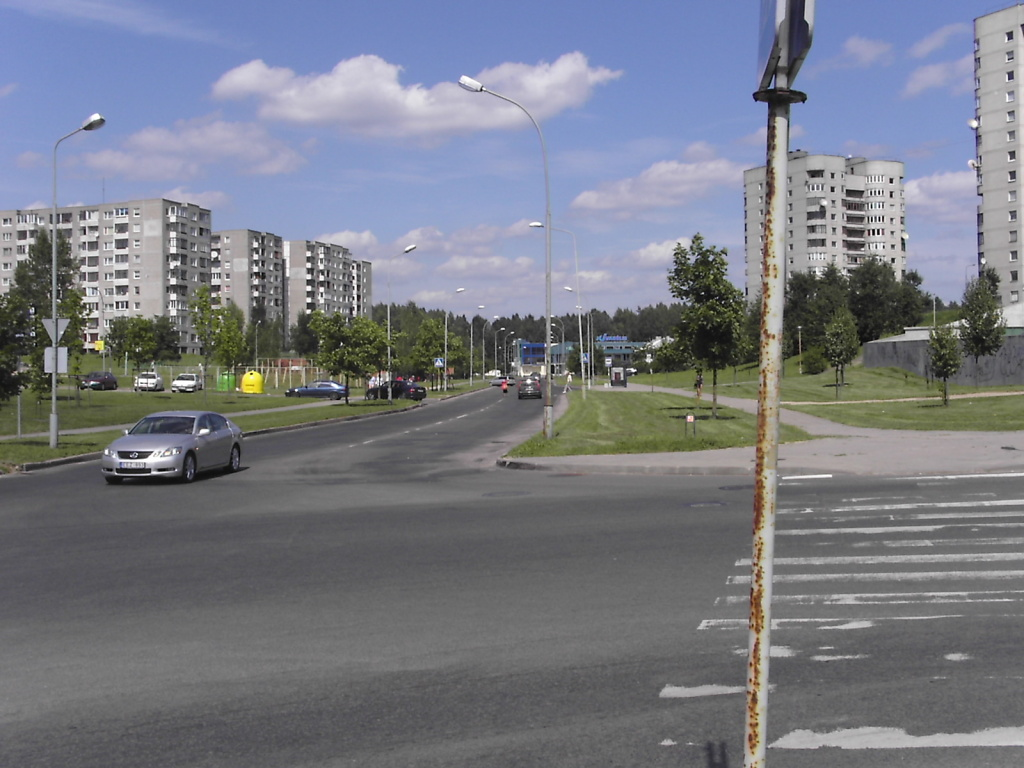
Calle de P. Žadeika
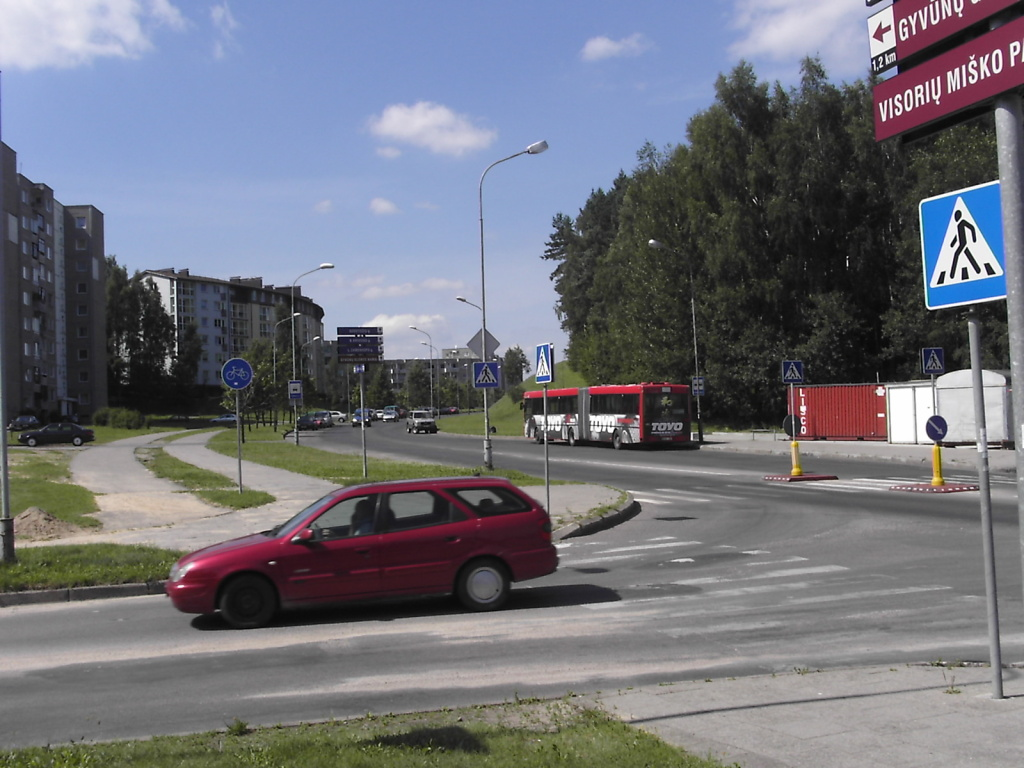
Calle de L. Gira